# Takayuki Yamaguchi
Takayuki Yamaguchi (Tokio, 1 augustus 1973) is een voormalig Japans voetballer.

## Carrière
Takayuki Yamaguchi speelde tussen 1992 en 2008 voor Verdy Kawasaki, Brummell Sendai, Kyoto Purple Sanga, Vissel Kobe, Gamba Osaka, Thespa Kusatsu, Sagan Tosu en FC Machida Zelvia.